# Компактифікація
Компактифіка́ція — операція в загальній топології, яка перетворює довільні топологічні простори у компактні.
Формально компактифікація простору {\displaystyle X} визначається як пара {\displaystyle (Y,\;f)}, де {\displaystyle Y} — компактний простір, {\displaystyle f:X\to Y} — гомеоморфізм на свій образ {\displaystyle f(X)} і {\displaystyle f(X)} — щільний у {\displaystyle Y}.
На компактифікаціях деякого фіксованого простору {\displaystyle X} можна визначити частковий порядок. Покладемо {\displaystyle f_{1}\leqslant f_{2}} для двох компактифікацій {\displaystyle f_{1}:X\to Y_{1}}, {\displaystyle f_{2}:X\to Y_{2}}, якщо існує неперервне відображення {\displaystyle g:Y_{2}\to Y_{1}} таке, що {\displaystyle gf_{2}=f_{1}}. Максимальний (із точністю до гомеоморфізму) елемент за цього порядку називається компактифікацією Стоуна — Чеха і позначається {\displaystyle \beta X}. Для того, щоб у просторі {\displaystyle X} існувала компактифікація Стоуна — Чеха, яка задовольняла б аксіомі віддільності Хаусдорфа, необхідно і достатньо, щоб {\displaystyle X} задовольняв аксіомі віддільності {\displaystyle T_{3{\frac {1}{2}}}}, тобто був цілком регулярним.
Одноточкова компактифікація (або компактифікація Александрова) побудована наступним чином. Нехай {\displaystyle Y=X\cup \{\infty \}} і відкритими множинами в {\displaystyle Y} вважаються всі відкриті множини {\displaystyle X}, а також множини вигляду {\displaystyle O\cup \{\infty \}}, де {\displaystyle O\subseteq X} має компактне (у {\displaystyle X}) доповнення. {\displaystyle f} береться як природне вкладення {\displaystyle X} в {\displaystyle Y}. Тоді {\displaystyle (Y,\;f)} — компактифікація, причому {\displaystyle Y} гаусдорфів тоді і тільки тоді, коли {\displaystyle X} — гаусдорфів і локально компактний.

## Приклади одноточкової компактифікації
{\displaystyle \mathbb {R} \cup \{\infty \}} з топологією, побудованою як зазначено вище, є компактним простором. Якщо два простори гомеоморфні, то й відповідні одноточкові компактифікації гомеоморфні[джерело?]. Зокрема, так як коло на площині без однієї точки гомеоморфне з {\displaystyle \mathbb {R} } (приклад гомеоморфізму — стереографічна проєкція), усе коло гомеоморфне з {\displaystyle \mathbb {R} \cup \{\infty \}}. Аналогічно, {\displaystyle \mathbb {R} ^{n}\cup \{\infty \}} гомеоморфне з {\displaystyle n}-вимірною гіперсферою.